# خطبه سرا
دهستان خطبه‌سرا، در بخش کرگان‌رود از توابع شهرستان طوالش، استان گیلان دارای ۲۲ روستا، اولین مدرسه در منطقه شهرستان تالش به صورت رسمی در سال ۱۳۰۲ در خطبه سرا با نام رضوان تأسیس گردیده است که جزء قدیمی‌ترین مدارس ایران محسوب می‌شود، پیش از تأسیس مدرسه رضوان مکتخانه در این منطقه فعال بوده است.
این دهستان در ۴۵ کیلومتری شهرستان آستارا و ۲۵ کیلومتری شهرستان تالش واقع شده است و شامل چندین روستا می‌باشد.
بر اساس سرشماری سال ۱۳۹۰ دارای ۴۰۷۵ خانوار و ۱۴۰۳۸ نفر جمعیت است.
مردم این دهستان از قوم تالش هستند و در نواحی کوهپایه ای بیشتر مردم به زبان تالشی و در نواحی جلگه ای بیشتر مردم به زبان ترکی آذربایجانی تکلم می‌کنند با این حال برخی روستاهای جلگه ای نیز به زبان تالشی سخن می‌گویند.
خطبه سرا یکی از قطب‌های گردشگری استان گیلان است زیرا در این منطقه فاصله کوه پایه با ساحل بسیار کم است.
جاده ییلاقی این دهستان به استان اردبیل یکی از مسیرهای استراتژیک و زیبای ایران محسوب می‌شود.
و همچنین آبشار ریوو و بقعه شامیلرزان، سواحل زیبا و ییلاقات بکر و کوهستانی و دشت‌های برزبیل، آنابلاغی، موسی چولی و … از مناطق مهم گردشگری خطبه سرا است که در هر فصل سال می‌توان از این مناطق دیدن کرد.